# Cross River
|  | Per a altres significats, vegeu «Cross River (desambiguació)». |

Cross River és un estat costaner del sud-est de Nigèria. Fa frontera amb el Camerun a l'est i la seva capital és la ciutat de Calabar. El seu nom prové del riu Cross que travessa l'estat. Les llengües més importants de l'estat són l'ejagham i l'efik.

## Geografia
L'estat de Cross River és un estat costaner del sud-est de NIgèria que ha pres el seu nom del riu Cross que banya el seu territori. Localitzat al delta del Níger, l'estat de Cross River té 20.156 km². És fronterer amb l'estat de Benue, al nord; Enugu i Abia, a l'oest; amb el Camerun a l'est i amb Akwa Ibom i el Golf de Biafra, a l'oceà Atlàntic, al sud.
La seva capital és Calabar i les ciutats més importants de Cross River són Akamkpa, Biase, Calabar South, Ikom, Obubra, Odukpani, Ogoja, Ugep, Obudu, Obanliku i Akpabuyo.

## Història
El 27 de maig del 1967 es crea l'Estat de Cross River, escindit de l'antiga regió de Nigèria Oriental pel règim del General Yakubu Gowon. El setembre del 1987 se'n separa l'actual estat d'Akwa Ibom.
Els governadors de l'estat han estat Udoakaha J. Esuene, Paul Omu, Tunde Elegbede, Clemen Isong, Donald Etiebet, Daniel Archibong, Ibim Princewill, Ernest Atta, Clement Ebri, Ibrahim Kefas, Gregory Agboneni, Umar Faoruk Ahmed, Christopher Osondu i Donald Duke. Lyoel Imoke és el governador de l'estat des del 14 de maig del 2007.
Cross River va formar part de la República de Biafra quan aquesta es va escindir de Nigèria el 1967.

## Etnicitat i llengües

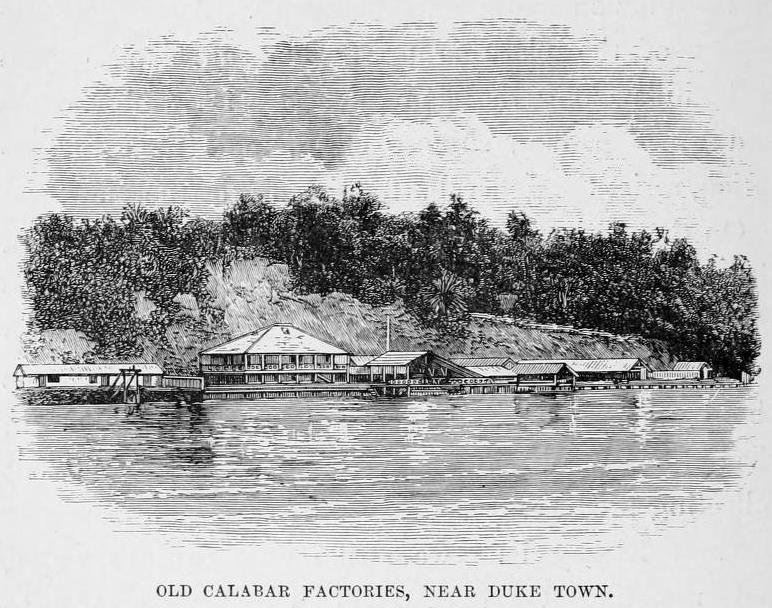
el Vell Calabar

Els tres grups ètnics principals de l'estat són els efiks, els ejaghams i els bekwarres. La llengua principal de Cross River és l'efik.
Els efik-parlants viuen sobretot als districtes meridionals de Cross Rivers, que s'anomena popularment com el districte de "Gran Calabar". Aquest inclou les LGAs de Calabar Municipality, Calabar South, Bakassi, Biase, Akpabuyo, Odukpani i Akamkpa. A Calabar també hi ha la comunitat Qua que parla ejagham. La majoria de les comunitats ejaghams també viuen al Gran Calabar.
A les LGAs de Yakurr i Abi hi viuen els grups etnics Yakurr/Agoi/Bahumono. El nord de Cross River està molt fragmentat a nivell ètnic, ja que hi viuen molts parlants de molts dialectes diferents com els Etungs, els Olulumos, els Ofutops, els Nkim/Nkums, els Abanajum, els Nsekes i els Bokis; tots aquestas a les LGAs d'Ikom, Etung i Boki. A les LGAs d'Ogoja, Yala, Obudu i Obanliku hi trobem els grups humans dels Yala/Yaches, els Ukelles, els Ekajuka, els Mbube, els Bette, els Bekwarra i els Utugwanga.
A Cross River hi ha una gran pluralitat lingüística i cultural que es veu sobretot en la gran varietat dialectal i de llengües indígenes, la majoria de les quals tenen arrels lingüístiques comunes; són totes Llengües nigerocongoleses.
A Cross River s'hi ha llistat 50 llengües diferents utilitzades com a primera llengua: l'abanyom, l'agoi, l'agwagwune, l'alege, el bakpinka, el bekwarra, el bete-bendi, el bokyi, el bumaji, el doko-uyanga, l'efik, l'efutop, l'ejagham, l'ekajuk, l'eki, l'evant, l'iceve-maci, l'ito, el kiong, el kohumono, el korop, el kukele, el legbo, el lenyima, el leyigha, el lokaa, el lubila, l'mbe, l'mbembe, Cross River, l'nde-nsele-nta, l'nkukoli, l'nnam, l'obanliku, l'odut, l'olulumo-ikom, l'otank, el putukwam, l'ubaghara, l'ubang, l'ukpe-bayobiri, l'ukpet-ehom, l'ukwa, l'umon, l'usaghade, l'uzekwe, el yace i el yala.

## Divisió administrativa
Cross River està subdividit en 18 LGAs: Abi, Akamkpa, Akpabuyo, Bakassi, Bekwarra, Biase, Boki, Calabar Municipal, Calabar South, Etung, Ikom, Obanliku, Obubra, Obudu, Odukpani, Ogoja, Yakuur i Yala.

## Cultura i economia

### Festes
L'antic governador estatal Donald Duke va promoure les festes amb objectius turístics. Entre les festes destaca el Festival de Nadal de Cross River. Una altra festa interessant és el Festival Anong Bahumono, en què hi ha moltes danses tradicionals.

### Turisme i transports

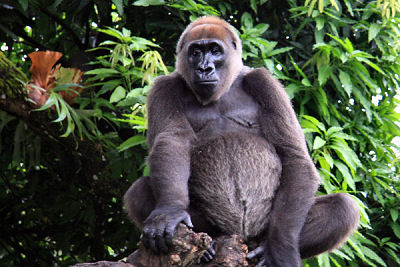
Gorila del riu Cross

A Cross River s'hi pot fer turisme cultural i turisme ecològic. Entre les atraccions turístiques hi ha Calabar Slave Park, el Calabar Residency Museum i els Monòlits Ikoms (monòlits de pedra volcànica dats entre el 200 i el 1850 a. de C. sobre els que s'està considerant la seva inclusió a la llista de Patrimoni Mundial de la UNESCO).

Mapa del Parc Nacional de Cross River

A Cross River hi ha les cascades Kwa, a la LGA d'Akamkpa, a 25 quilòmetres de Calabar.
Cross River és accessible per terra, mar i aire.
A Calabar hi ha l'Aeroport Internacional Margaret Ekpo en el que hi ha vols diaris a Lagos i Abuja. A més a més també hi ha l'aeròdrom de Bebi al nord de l'estat.

### Educació
A Cross River hi ha les institucions d'educació superior següents: la Cross River State University of Technology de Calabar, l'Ibrahim Babangida College of Agricultura d'Obubra i The Polytechnic de Calabar.

## Persones notables
- Omotu Bissong, model, presentadora de televisió i actriu.[5]
- Dominic Ekandem, Cardenal de l'església catòlica. Fou el primer bisbe d'Àfrica Occidental.
- Kate Henshaw, actriu.
- John Jea, antic esclau del segle xviii que va editar la seva autobiografia: The Life, History, and Unparalleled Sufferings of John Jea, the African Preacher.[6]
- Matthew Mbu, polític, antic ministre d'afers exteriors de Nigèria.
- Cecilia Offiong, jugadora de tennis taula, guanyadora de tres medalles d'or dels Jocs Panafricans.[7]

### Persones de Calabar
- Clement Bissong, futbolista professional.[8]
- Okon Flo Essien, futbolista professional.[9]
- George Ikenne, futbolista professional.[10]